# Léon Barbanson
Félix Léon Antonin Barbanson (Brussel, 11 februari 1843 - Aarlen, 23 september 1912) was een Belgisch militair en industrieel.

## Biografie

### Familie
Léon Barbanson was een zoon van Jean Barbanson, advocaat, lid van het Nationaal Congres en senator, en Zoé Pinot. Hij trouwde in 1868 in Brussel met Léonie (Mina) Tesch (1849-1930), dochter van Victor Tesch, advocaat, gemeenteraadslid van Aarlen, provincieraadslid van Luxemburg, hoofdredacteur van L'Echo du Luxembourg, volksvertegenwoordiger, minister van Justitie, minister van Staat en gouverneur van de Société générale. Ze kregen twee zoons en drie dochters:
- Jeanne Barbanson (1869-1958), trouwde in 1891 in Brussel met burggraaf Victor Buffin de Chosal (1867-1953), luitenant-generaal en bestuurder van artistieke instellingen en verenigingen, zoon van baron Léopold Buffin, luitenant-generaal. Ze kregen twee zoons, met afstammelingen tot heden.
- Marguerite Barbanson (1870-1957), trouwde in 1892 in Brussel met baron Léopold Donny (1868-1935), directeur bij het ministerie van Buitenlandse Zaken, zoon van Albert-Ernest Donny, luitenant-generaal en promotor van de Congo-Vrijstaat. Ze kregen drie zoons en een dochter, met afstammelingen tot heden.
- Gabrielle Barbanson (1872-1964), trouwde in 1896 in Brussel met Maurice Pescatore (1870-1928), Luxemburgs industrieel, burgemeester van Rollingergrund, volksvertegenwoordiger, voorzitter van het Luxemburgs Olympisch Comité en lid van het Internationaal Olympisch Comité, kleindochter van Jean-Baptiste Nothomb. Ze kregen een dochter, met afstammelingen tot heden.
- Gaston Barbanson (1876-1946), industrieel, voorzitter van Arbed en vicegouverneur van de Société générale, trouwde in 1912 in Brussel met Denyse Neef de Sainval (1892-1983), kleindochter van Octave Neef. Ze kregen een zoon en een dochter, met afstammelingen tot heden.
- Adrien Barbanson (1880-1953), trouwde in 1922 in Brasschaat met Yvonne de Lannoy (1898-1981), kleindochter van graaf Ferdinand de Baillet Latour. Ze kregen een zoon en een dochter, met afstammelingen tot heden.

Hij was een schoonbroer van Charles Mesdach de ter Kiele, procureur-generaal bij het Hof van Cassatie.

### Loopbaan
In 1877 verliet Barbanson het leger. Hij werd bestuurder van tientallen industriële vennootschappen waarin de Generale Maatschappij van België belangen had. Zowel zijn vader als schoonvader zaten in de directie van de Generale. Hij werd er zelf directeur en was van 1911 tot zijn overlijden in 1912 vicevoorzitter van de Generale Bank. Ook trad hij kort voor zijn overlijden toe tot de raad van bestuur van Arbed, opgericht in 1911. Zijn zoon werd er later voorzitter.
Hij liet het kasteel van Bois d'Arlon nabij Stockem bouwen.